# 邪神拳
『邪神拳』（原題：魔唇劫）とは1991年の香港映画である。発売される国の宗教的倫理的理由から『射月』というタイトルで女性のヌードシーンを編集加工した別バージョンも存在する。

## 登場人物
シャン・チン・フェイ/ドニー・イェン
香港中文大学の教授。教え子たちにモテモテであったが、みな月魔に惨殺され無実の罪で捕まる。なぜかカンフーが強い。無関係の通行人を犯人と勘違いして殴打したりする。
チェン/ベン・ラム
警部。シャンのライバル的存在。
シャーメン
シャンの元妻。今はチェンの恋人。武術の心得がある。
チャウ・ユアン・ファ
探偵。シャンの友人で彼のサポートをする。
フー/シベール・フー
警部。シャンを犯人だと決めつけている。しかし捜査上の問題から警察署長ともめて「女優になる」と言って出ていってしまう。
チョ/キャシー・チャウ
図書館の館長。シャンと仲良くなり、父の形見の本を渡す。
パイ・ロー/ポーリン・ヤン
カンボジアの部族「黒風族」の王女。武術の使い手で並の男は軽く打ち負かす。
月魔/ロー・ワイコン
不死身の魔人。
マー・ティエン
華僑。カルト宗教の長。

## スタッフ
- 監督：ワン・チュンユン/王振仰 (一部ネットでジミー・ウォング/王羽のような表記がされているが、本編での監督クレジット名も王振仰となっており、全くの別人である)[1][2][3][4]
- 脚本：リー・ホクン
- 撮影：ウォン・ジェー

## DVD
- 時間 - 87分
- 発売・販売元 - 竹書房